# Garnatálg
El garnatálg és un menjar tradicional de les illes Fèroe. Avui en dia és una especialitat de la localitat de Trøllanes, situada a l'estrem nord de l'illa de Kalsoy.

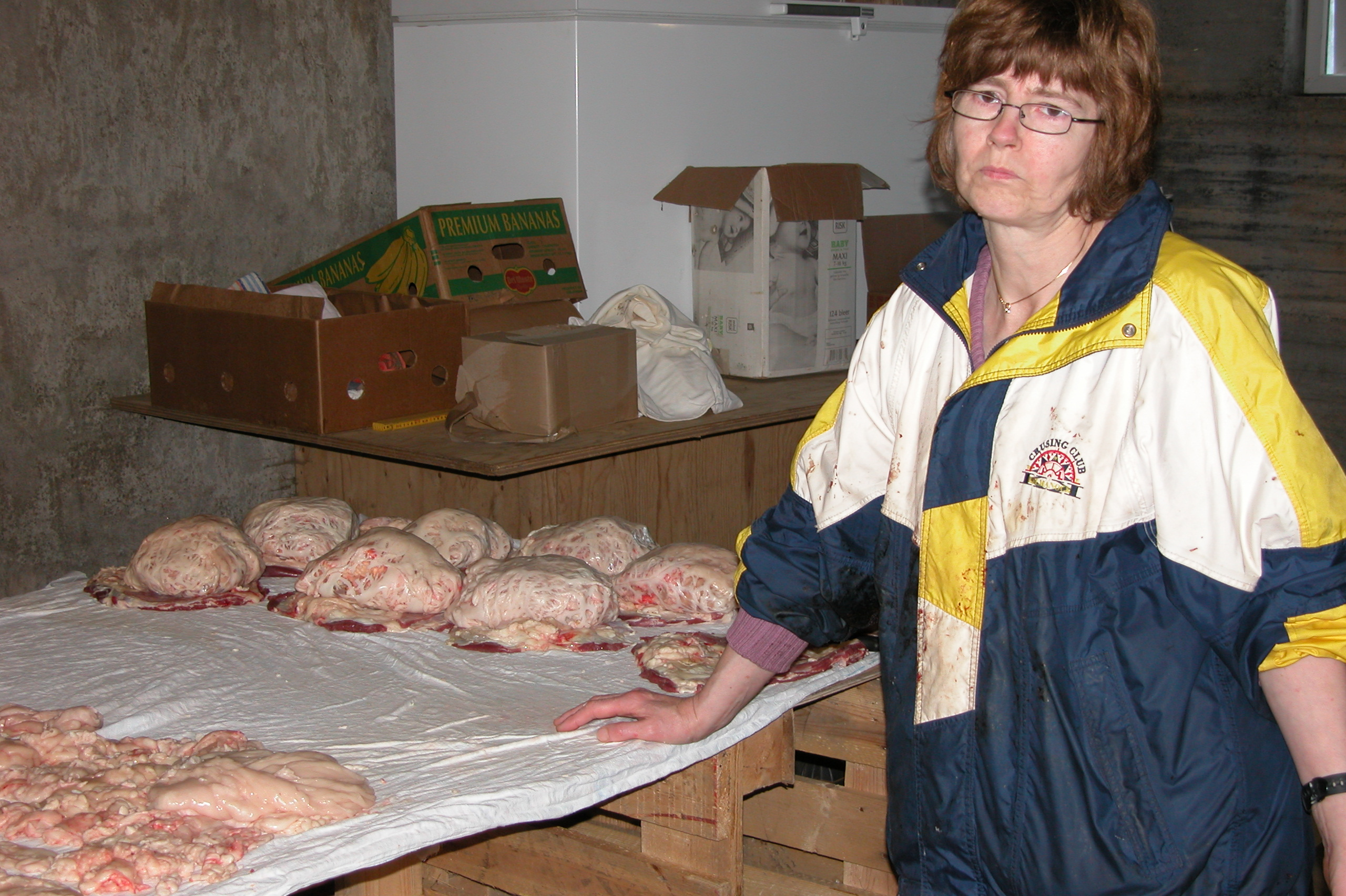
Un local que prepara Garnatálg al poble de Trøllanes.

Es tracta d'una bola de carn intestinal de xai que es deixa assecar. Es fa pastant greixos intestinals de les ovelles en grumolls i un cop embotit s'asseca a l'aire en un hjallur (cases on hi circula el vent) perquè fermenti. El garnatálg se serveix a rodanxes o es fregeix fins que es fon, sovint com a guarnició per als peixos, particularment del ræstur fiskur (peix semisec fermentat). També se serveix sobre patates.
El garnatálg té similituds amb plats com el haggis (Escòcia), el kepeninė (Lituània) i el slátur (Islàndia).